# John Williams (missionario)
John Williams (Londra, 1796 – Erromango, 1839) è stato un missionario inglese.
Si dedicò sia alla colonizzazione in senso economico che in senso religioso, ma spesso fu inviso agli indigeni. Nel 1816 emigrò nell'emisfero australe e nel 1832 si stabilì alle Samoa, ove nel 1839 fu trucidato da popolazioni autoctone. Deve la sua popolarità al resoconto delle sue avventure (1837).
Nel mese di settembre 1816, la Società missionaria di Londra lo incaricò come missionario a servizio presso la Surrey Chapel, a Londra.

## Missionario nel sud del Pacifico
Nel 1817, John Williams e sua moglie, Mary Chawner, partirono per le Isole della Società, un gruppo di isole che comprendeva Tahiti, accompagnati da William Ellis e da sua moglie. John e Mary stabilirono il loro primo accampamento missionario sull'isola di Raiatea. Da lì, visitarono un certo numero di catene di isole polinesiane, a volte con il signor e la signora Ellis e altri rappresentanti della società missionaria di Londra. Arrivati a Aitutaki nel 1821, utilizzarono un convertito tahitiano per portare il loro messaggio agli abitanti delle isole di Cook.
Un'isola in questo gruppo, Rarotonga (scoperto dal capitano John Dibbs dello scuna coloniale Endeavor nel mese di agosto 1823, con il reverendo Williams a bordo), sorge dal mare come montagne coperte da una giungla di terra arancione inanellata dalla barriera corallina e da una laguna turchese; Williams ne fu affascinato. John e Mary avevano dieci figli, ma solo tre arrivarono all'età adulta.

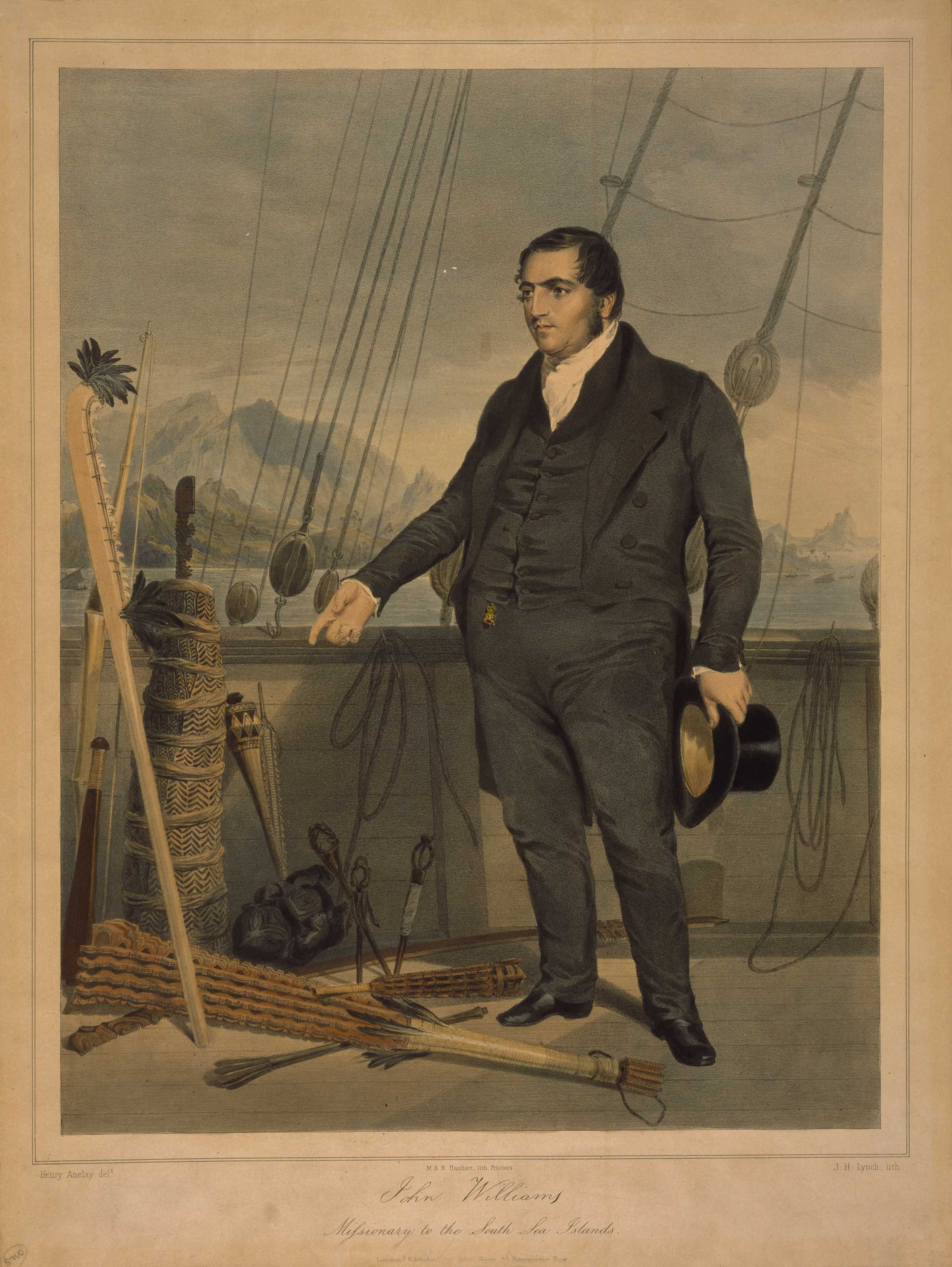
John Williams

I Williams furono la prima famiglia missionaria a visitare Samoa. I Williams ritornarono in Gran Bretagna nel 1834, dove John supervisionò la stampa della sua traduzione del Nuovo Testamento in lingua di Rarotonga. Portarono con sé un nativo di Samoa, di nome Leota che era venuto a vivere da cristiano a Londra, che quando morì Leota fu sepolto nel cimitero di Abney Park con una lapide commemorativa pagata dalla Società missionaria di Londra, registrando la sua avventura dall'isola natia dei mari del sud. Mentre era a Londra, John Williams pubblicò una "Narrativa delle imprese missionarie nelle isole dei mari del Sud", contribuendo alla conoscenza e la popolarità della regione, prima di tornare alle isole polinesiane nel 1837 sulla nave Camden sotto il comando del capitano Robert Clark Morgan.

## Uccisione
La maggior parte del lavoro missionario dei Williams, e il loro conseguente messaggio culturale, ebbe un grande successo e divennero famosi nei circoli della Congregazione. Tuttavia, nel novembre 1839, durante la visita a una parte delle Nuove Ebridi, dove John Williams era sconosciuto, lui e il suo collega missionario James Harris furono uccisi e mangiati dai cannibali sull'isola di Erromango durante un tentativo di portare loro il vangelo.

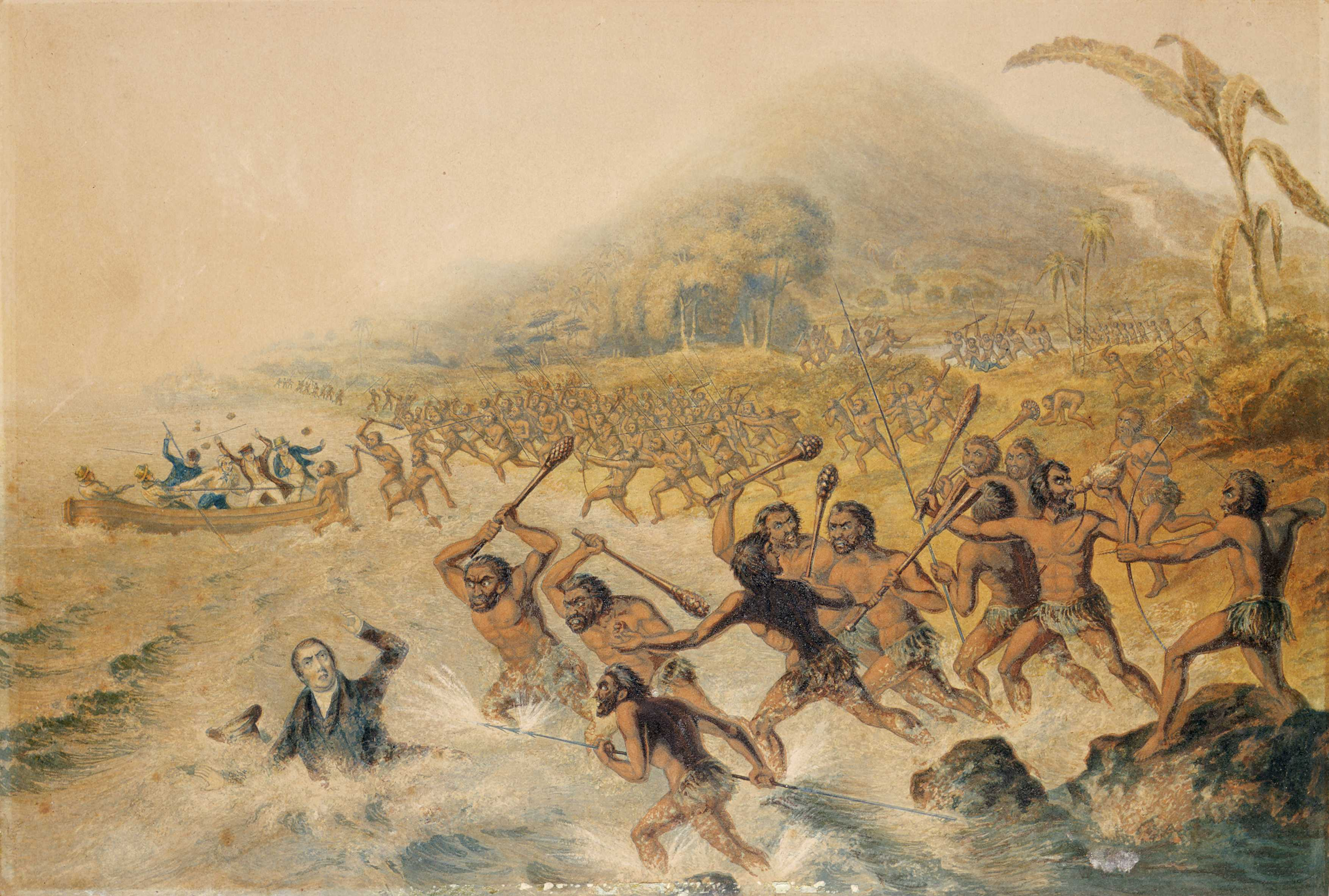
Il Massacro di John Williams e del sig. Harris, 1839

Una lapide fu eretta sull'isola di Rarotonga nel 1839 ed è ancora lì. La signora Williams morì nel giugno del 1852 e fu sepolta insieme al figlio il rev. Samuel Tamatoa Williams, nato nelle Nuove Ebridi, presso il Cedar Circle nel cimitero di Abney Park a Londra; il nome del marito e l'annotazione della sua morte sono stati collocati sul lato più prominente del monumento di pietra.

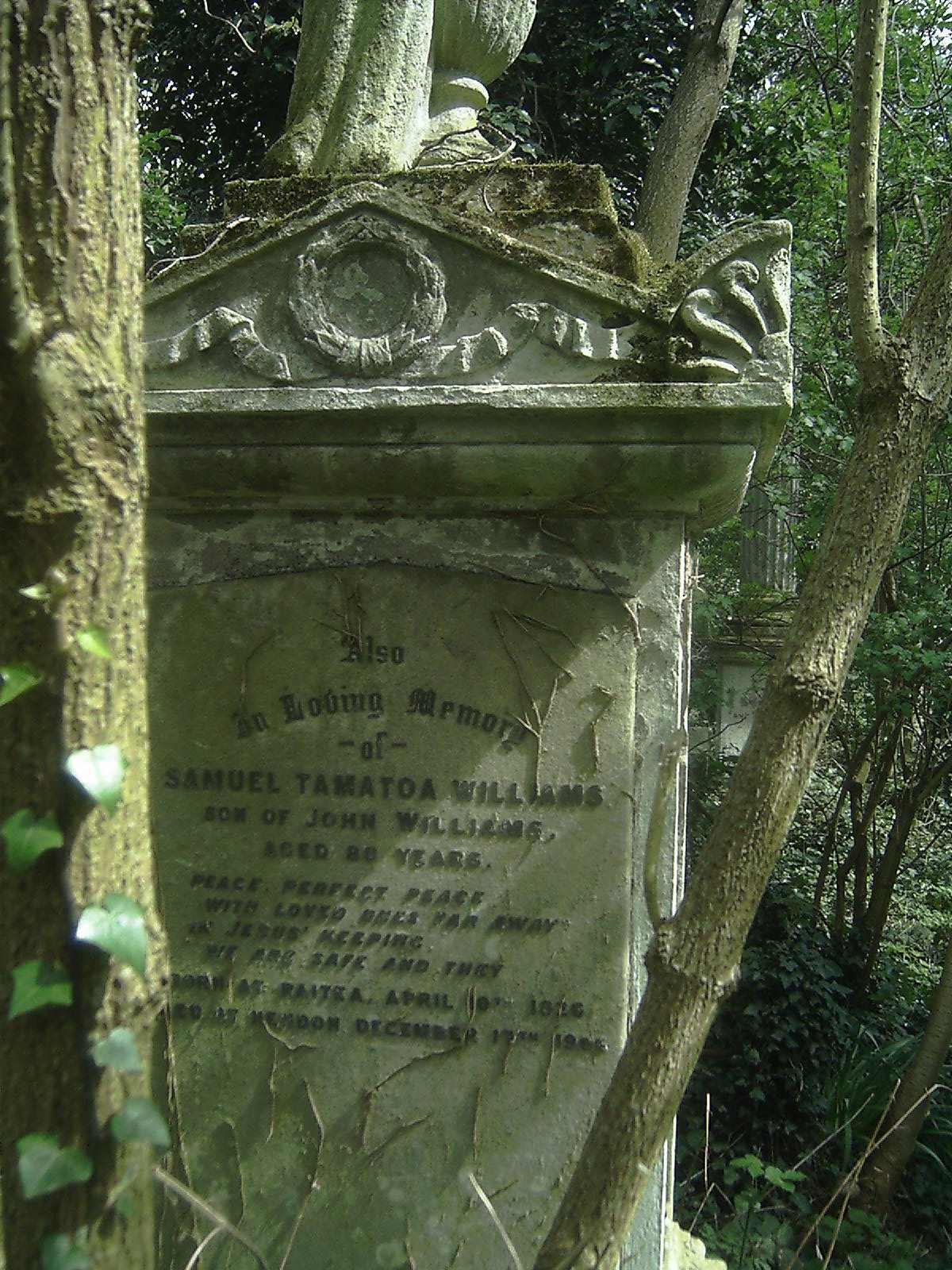
Monumento alla moglie e figlio di John Williams, presso il cimitero di Abdey Park (2006)

## Lascito
La Società missionaria di Londra successivamente utilizzò sette navi missionarie nel Pacifico, che presero il nome John Williams, finanziate con donazioni dai figli. La prima nave "John Williams", fu varata nel 1844, e l'ultima, la John Williams VII, fu dismessa nel 1968.

Nel dicembre del 2009 i discendenti di John e Mary Williams hanno viaggiato a Erromango per accettare le scuse dei discendenti dei cannibali in una cerimonia di riconciliazione. Per l'occasione, la Dillons Bay è stata ribattezzata Williams Bay.